# نشانگان بیماری ساختمان
نشانگان بیماری ساختمان (Sick building syndrome) به شرایطی در یک ساختمان گفته می‌شود که ساکنین آن نشانه‌هایی از بیماریهایی را دارا هستند که به سپری کردن زمان زیاد در آن ساختمان نسبت داده می‌شود اما بیماری خاصی را به سبب آن نمی‌توان نام برد.
معمولاً وجود اشکال در گرمایش، تهویه و تهویه‌مطبوع (اچ‌وی‌ای‌سی) از مهم‌ترین عوامل ایجاد این بیماری می‌باشد. از دیگر عوامل می‌توان از خروج گازها از مواد ساختمانی استفاده شده در ساختمان، ترکیبات آلی فرار، کپک، خروج نامطلوب مولکول‌های ازون (تولید جانبی دستگاه‌های اداری)، مواد شیمیایی صنعتی و کم هوا دادن اتاق نام برد.

## نشانه‌های بیماری
از نشانه‌های این بیماری می‌توان به سوزش چشم، بینی، گلو و پوست همچنین مشکلات عمومی بدن یا مشکلات چشایی و بویایی اشاره کرد.